# 34100 Thapa
34100 Thapa este o planetă minoră (asteroid) din centura de asteroizi. A fost descoperită pe 1 august 2000 la Experimental Test Site⁠(d) de Lincoln Near-Earth Asteroid Research. 
Obiectul prezintă o orbită caracterizată de o semiaxă mare de 2,3708127 UAi, o excentricitate de 0,13, o înclinație de 6,76769 ° în raport cu ecliptica.